# Enkele Wiericke
L'Enkele Wiericke est un canal néerlandais de la Hollande-Méridionale.

## Histoire
L'Enkele Wiericke a été creusé en 1363 pour évacuer le surplus d'eau du Vieux Rhin vers l'IJssel hollandais. 

## Ligne de défense
Parallèle à l'Enkele Wiericke on a creusé en 1367 la Dubbele Wiericke ; la petite bande de terre entre les deux s'appelle Lange Ruige Weide. En 1627 le stathouder Guillaume III a fait construire sur la rive occidentale de l'Enkele Wiericke une digue (Prinsendijk ou digue du Prince), qui avait pour but de retenir l'eau du cours supérieur des rivières et de la concentrer dans Lange Ruige Weide. C'est le point le plus étroit de la Ligne de défense de la Hollande, qui ne mesure ici que 1500 mètres.